# Jeden gniewny Charlie
Jeden gniewny Charlie (ang. Anger Management, 2012–2014) – amerykański sitcom, emitowany przez telewizję FX od 28 czerwca 2012. Telewizja FX wyprodukowała łącznie 100 odcinków podzielonych na dwa sezony (pierwszy sezon liczył 10 epizodów, drugi 90). 7 listopada 2014 roku stacja ogłosiła zakończenie produkcji serialu.
Serial jest luźną adaptacją filmu Dwóch gniewnych ludzi (Anger Management, 2003).

## Fabuła
Charlie Sheen gra postać psychologa Charliego Goodsona, który specjalizuje się w terapiach zarządzania gniewem (tytułowe Anger Management). W przeszłości był on utalentowanym baseballistą. Charlie Goodson jest rozwiedziony ze swoją żoną Jen (Shawnee Smith), z którą ma nastoletnią córkę Sam (Daniela Bobadilla). Z byłą żoną i córką Goodson utrzymuje bardzo dobre relacje, ma natomiast konflikt ojcem – Martinem (Martin Sheen), którego wini za nieudane dzieciństwo oraz zbytnią presję. Charlie prowadzi w domu grupę terapeutyczną, jego pacjentami są: Ed (Barry Corbin), Patrick (Michael Arden), Nolan (Derek Richardson) oraz Lacey (Noureen DeWulf). Charlie pracuje także jako psycholog w więzieniu, w którym również prowadzi swoją grupę terapeutyczną. Charlie współpracuje z psycholog Kate Wales (Selma Blair), która jest także jego kochanką. Po odejściu Kate, Charlie związuje się zawodowo z doktor Jordan Denby (Laura Bell Bundy). Sąsiadami i przyjaciółmi Charliego są: Michael (Michael Boatman) oraz (od odcinka 45) Sean (Brian Austin Green).
Akcja serialu ma miejsce w Los Angeles.

## Obsada

### Główna
- Charlie Sheen jako dr Charlie Goodson – psychoterapeuta, prowadzący zajęcia w swoim domu oraz prowadzący grupę terapeutyczną w więzieniu.
- Selma Blair jako dr Kate Wales – terapeutka i kochanka Charliego. Wystąpiła w odcinkach: 1–52, 57, 63.
- Shawnee Smith jako Jennifer Goodson – była żona Charliego. Bezrobotna kobieta, która szuka pomysłu na biznes, imając się dziwnych zajęć.
- Daniela Bobadilla jako Sam Goodson – córka Charliego i Jennifer.
- Noureen DeWulf jako Lacey Patel – pacjentka Charliego, córka bogatego indyjskiego przedsiębiorcy. Kobieta niezwykle próżna i egoistyczna.
- Michael Arden jako Patrick – pacjent Charliego. Homoseksualista pracujący jako stylista i projektant odzieży, na co dzień dorabiający w butiku.
- Derek Richardson jako Nolan Johnson – pacjent Charliego. Zakompleksiony mężczyzna mający problemy z lekkimi narkotykami.
- Barry Corbin jako Ed – pacjent Charliego. Emeryt, który ma problemy z gniewem. Rasista i ksenofob.
- Laura Bell Bundy jako dr Jordan Denby – współpracowniczka Charliego. Kobieta zmagająca się z uzależnieniem od alkoholu. Wystąpiła w odcinkach: 47–100.
- Brian Austin Green jako Sean Healy – przyjaciel i sąsiad Charliego. Partner Jordan, menedżer w stripclubie. W głównej obsadzie pojawia się od 45 odcinka.

### Drugoplanowa
- Brett Butler jako Brett
- Michael Boatman jako Michael
- James R. Black jako Cleo/Derek
- Darius McCrary jako Donovan
- Stephen Taylor jako Wayne
- Aldo Gonzalez jako Ernesto
- Katlin Mastandrea jako Olivia

## Lista odcinków
| Sezon | Sezon | Odcinki | Oryginalna emisja | Oryginalna emisja | Oryginalna emisja    | Oryginalna emisja | Oryginalna emisja |
| Sezon | Sezon | Odcinki | Premiera sezonu   | Finał sezonu      | Premiera sezonu      | Finał sezonu      |                   |
| ----- | ----- | ------- | ----------------- | ----------------- | -------------------- | ----------------- | ----------------- |
|       | 1     | 10      | 28 czerwca 2012   | 23 sierpnia 2012  | 21 października 2012 | 23 grudnia 2012   |                   |
|       | 2     | 90      | 17 stycznia 2013  | 22 grudnia 2014   | 17 lutego 2013       | ?                 |                   |